# Лас-Кондес
Лас-Кондес (исп. Las Condes) — коммуна в Чили. Одна из городских коммун города Сантьяго. Коммуна входит в состав провинции Сантьяго и Столичной области.

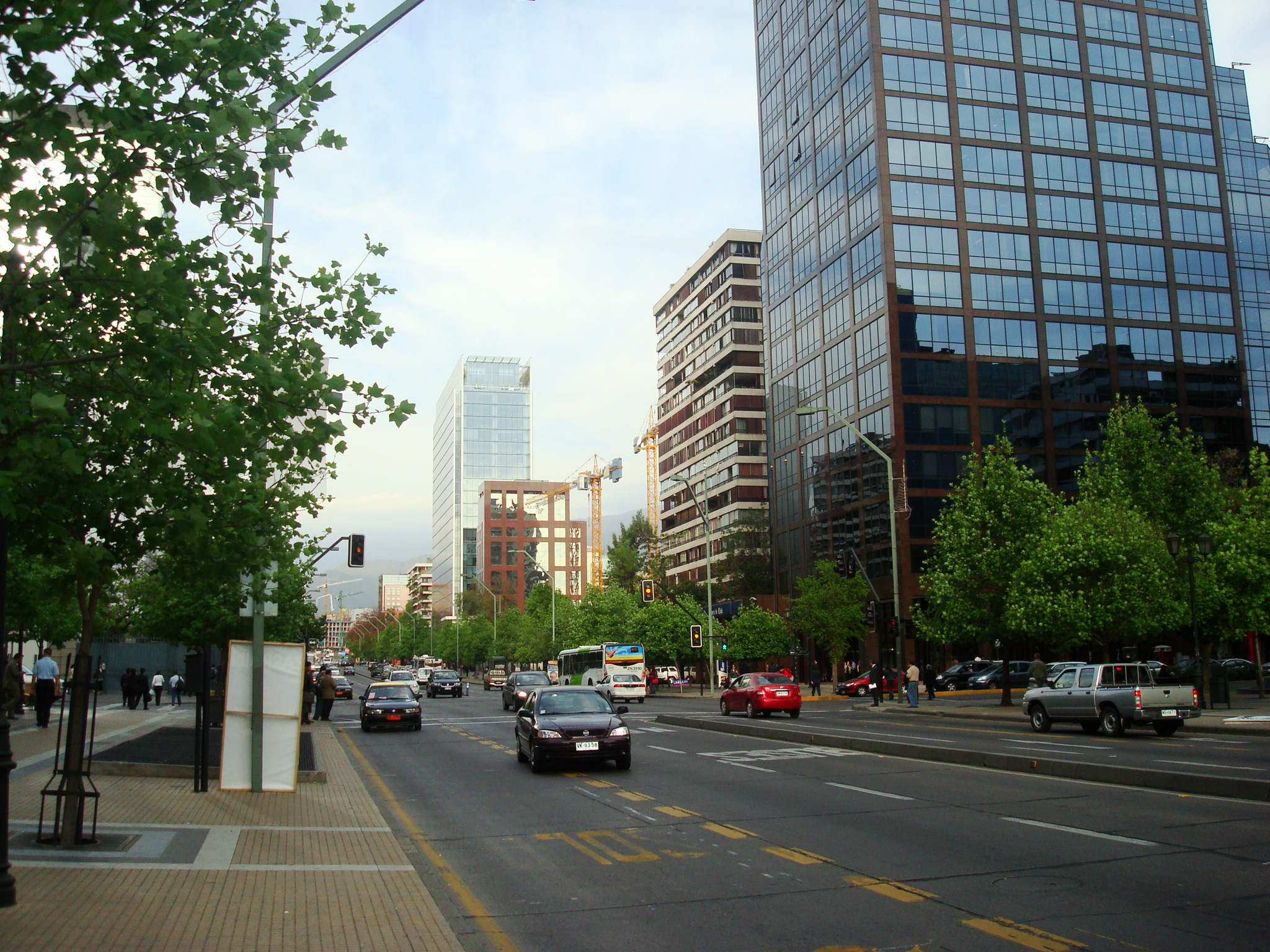
Проспект Апокиндо

Территория — 99 км². Численность населения — 294 838 жителей (2017). Плотность населения — 2978,2 чел./км².

## Расположение
Коммуна расположена на востоке города Сантьяго.
Коммуна граничит:
- на севере — с коммуной Ло-Барнечеа
- на востоке — с коммуной Ло-Барнечеа
- на юге — с коммунами Пеньялолен, Ла-Рейна
- на западе — с коммуной Провиденсия
- на северо-западе — с коммуной Витакура

## Демография
Согласно сведениям, собранным в ходе переписи 2017 г. Национальным институтом статистики (INE),  население коммуны составляет:
| Полное население                          | Полное население                          | Полное население                          | Полное население                          | Полное население                          | 294 838 |
| ----------------------------------------- | ----------------------------------------- | ----------------------------------------- | ----------------------------------------- | ----------------------------------------- | ------- |
| в том числе:                              | Городское население                       | 294 838                                   | Процент городского населения, %           | 100                                       |         |
|                                           | Сельское население                        | 0                                         | Процент сельского населения, %            | 0                                         |         |
|                                           | Мужское население                         | 135 917                                   | Процент мужского населения, %             | 46,10                                     |         |
|                                           | Женское население                         | 158 921                                   | Процент женского населения, %             | 53,90                                     |         |
| Плотность населения, чел./км²             | Плотность населения, чел./км²             | Плотность населения, чел./км²             | Плотность населения, чел./км²             | Плотность населения, чел./км²             | 2978,2  |
| Население коммуны в % к населению области | Население коммуны в % к населению области | Население коммуны в % к населению области | Население коммуны в % к населению области | Население коммуны в % к населению области | 4,15    |

| Динамика изменения населения коммуны | Динамика изменения населения коммуны | Динамика изменения населения коммуны | Динамика изменения населения коммуны |
| ------------------------------------ | ------------------------------------ | ------------------------------------ | ------------------------------------ |
| 1992                                 | 2002                                 | 2012                                 | 2017                                 |
| 208 063                              | 249 893▲                             | 282 972▲                             | 294 838▲                             |